# Vermitigris infasciatus
Vermitigris infasciatus är en tvåvingeart som beskrevs av H. Oldroyd 1947. Vermitigris infasciatus ingår i släktet Vermitigris och familjen Vermileonidae. Inga underarter finns listade i Catalogue of Life.